# کریستین میلر
کریستین میلر (انگلیسی: Kristine Miller) یک هنرپیشه اهل ایالات متحده آمریکا بود. وی بین سال‌های ۱۹۴۵ تا ۱۹۶۱ میلادی فعالیت می‌کرد.
از فیلم‌ها یا برنامه‌های تلویزیونی که وی در آن نقش داشته‌است می‌توان به متأسفم، شماره اشتباه است و خشم صحرا اشاره کرد.